# Philipp Jacob Spener
Philipp Jacob Spener (Ribeauvillé, 13. siječnja 1635. – Berlin, 5. veljače 1705.), njemački luteranski teolog i utemeljitelj pijetizma, zbog čega je kasnije prozvan „ocem pijetizma”.
Podrijetlom Elzašanin, studirao je teologiju, filologiju i povijest u Strasbourgu, a teologiju doktorirao 1653. na temu filozofije Thomasa Hobbesa. Na sveučilištima u Baselu, Tübingenu i Ženevi studirao grboslovlje. U Ženevi prvi put dolazi u doticaj s vjerskim misticizmom.
Od 1670. u Frankfurtu organizirao pobožne skupine (Collegia pietatis), po kojima je pokret dobio ime. Glavno mu je djelo Pobožne želje (Pia desideria, 1675.), u kojem unutarnju pobožnost utemeljuje na Bibliji. Pokret je imao važnu ulogu u razvoju protestantske i katoličke vjerske misli u njemačkim krajevima. 
Osim teoloških djela bavio se i grboslovljem te je izradio sustav opisa grbova koji vrijedi i danas (Opus heraldicus, 2 sveska, 1680. – 90.).